# Раукар

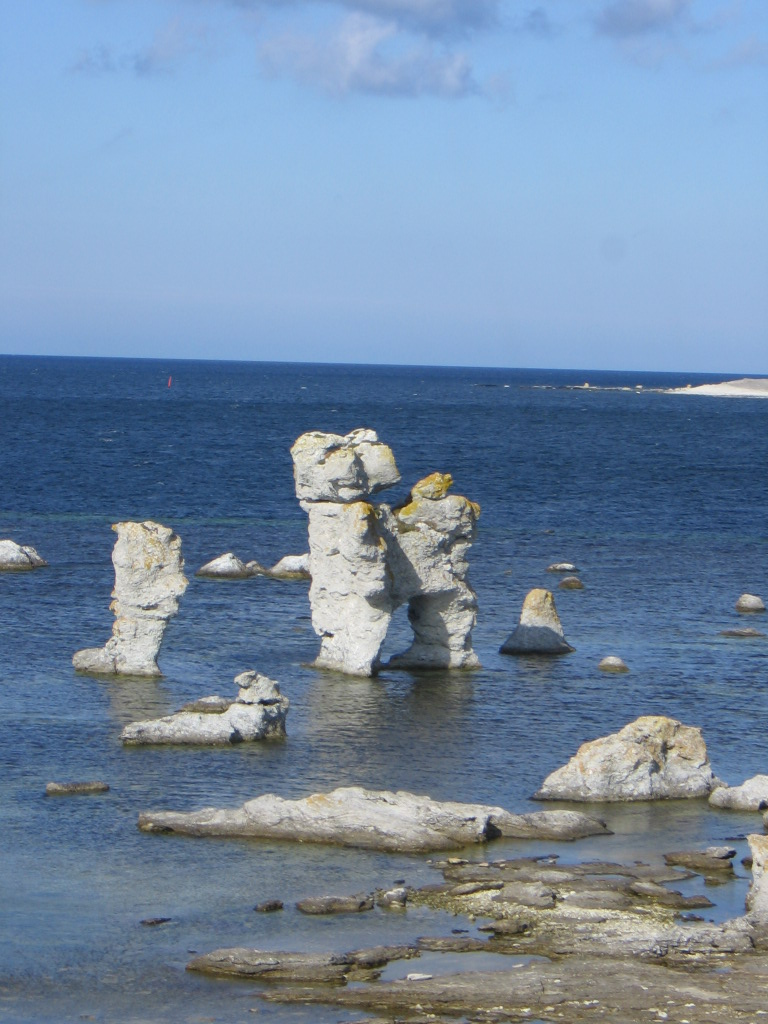
Раукары на острове Форё.

Раукар (швед. raukar, ед.ч. rauk) — шведский термин, обозначающий естественные каменные образования, напоминающие колонны, сформировавшиеся в результате эрозии известняковых пород и поднявшиеся из моря во время подъёма суши после последнего ледникового периода. Множество раукаров находятся на островах Готланд и Форё, встречаются также на Эланде и некоторых других островах Балтийского моря.
Слово происходит из гутнийского наречия.

## Галерея

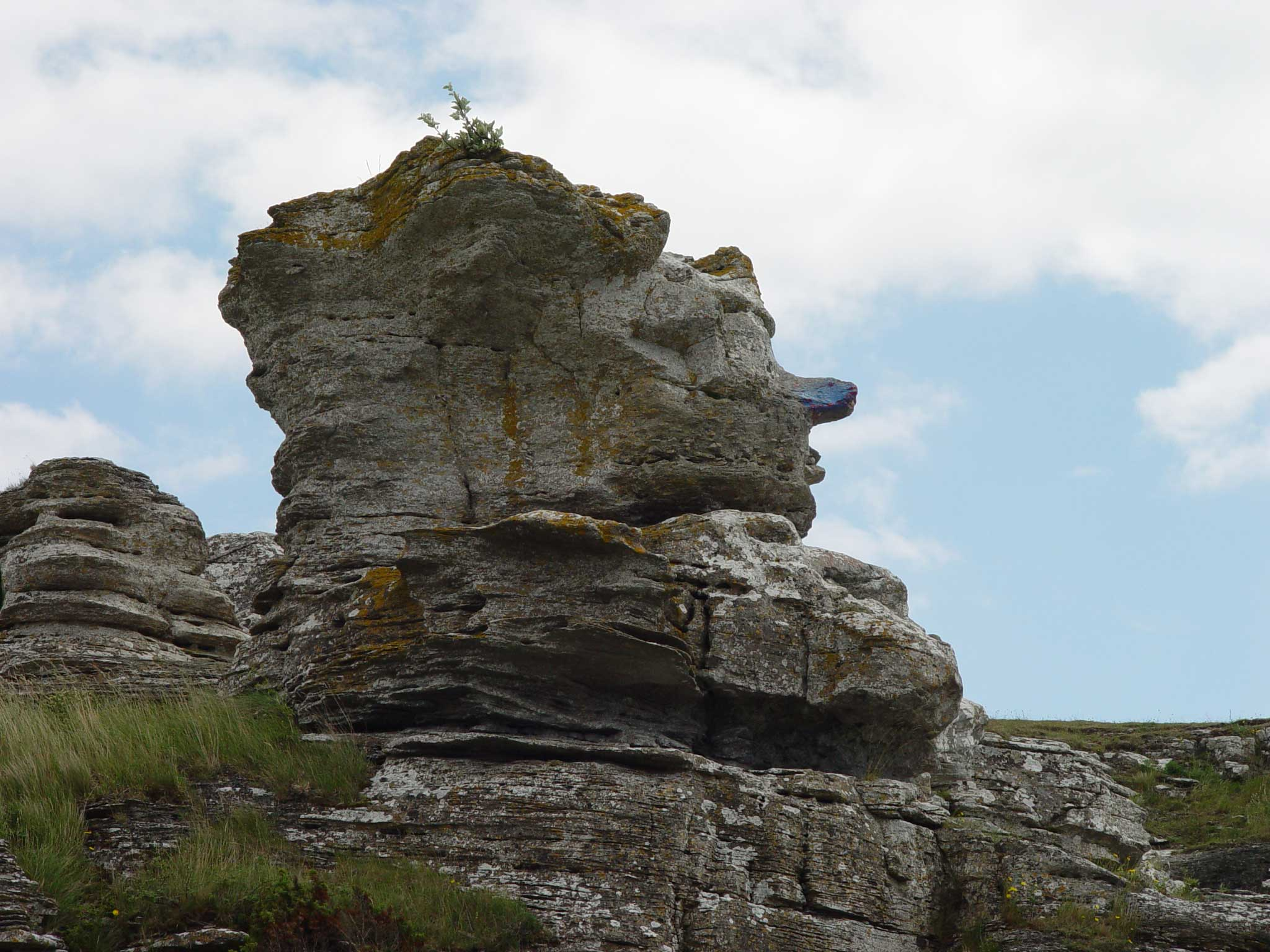
Раукар на Готланде
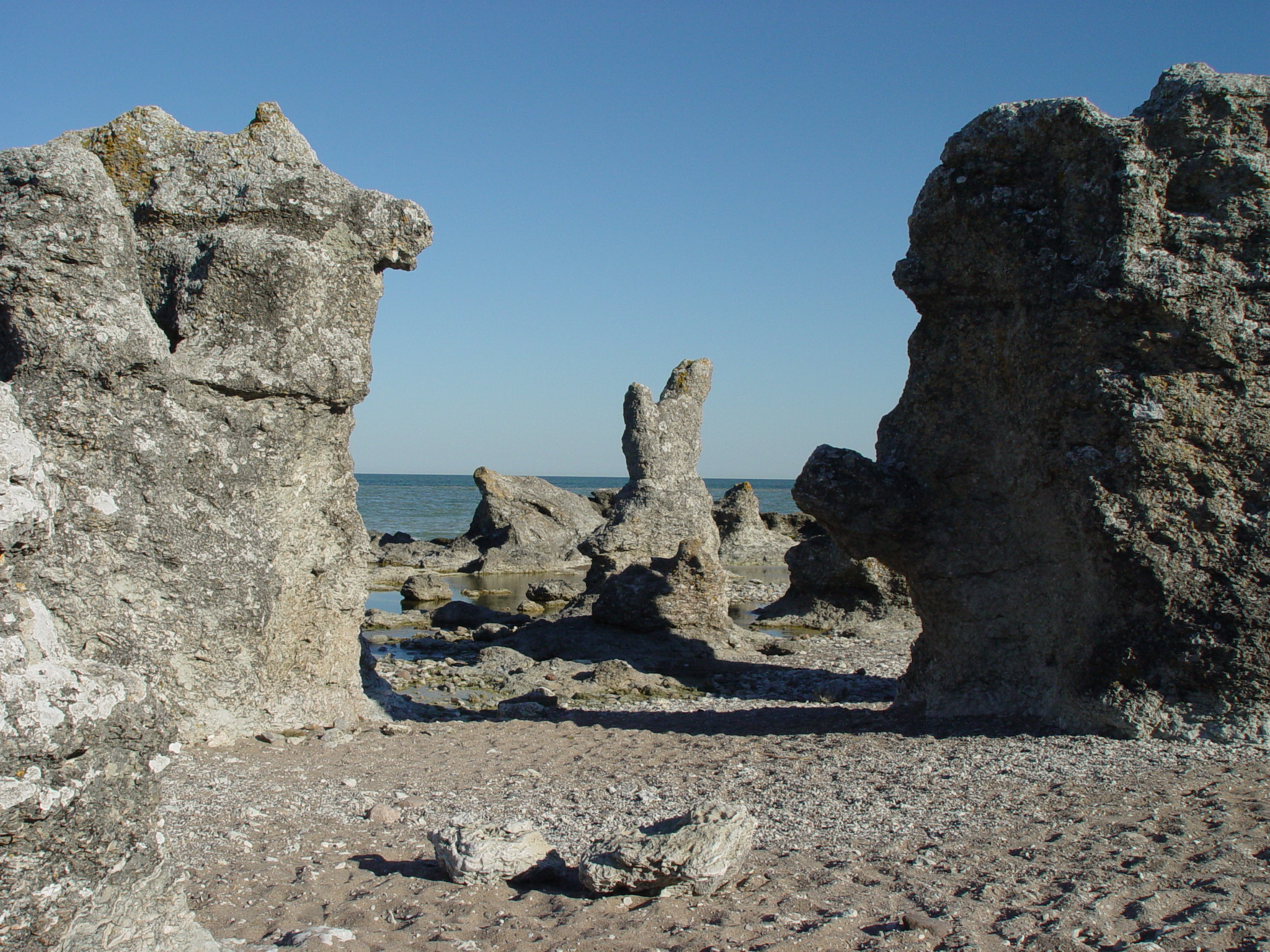
Раукар на Готланде
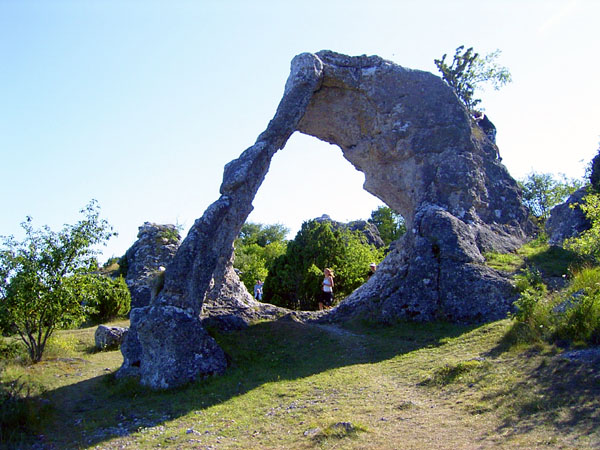
Раукар на Готланде
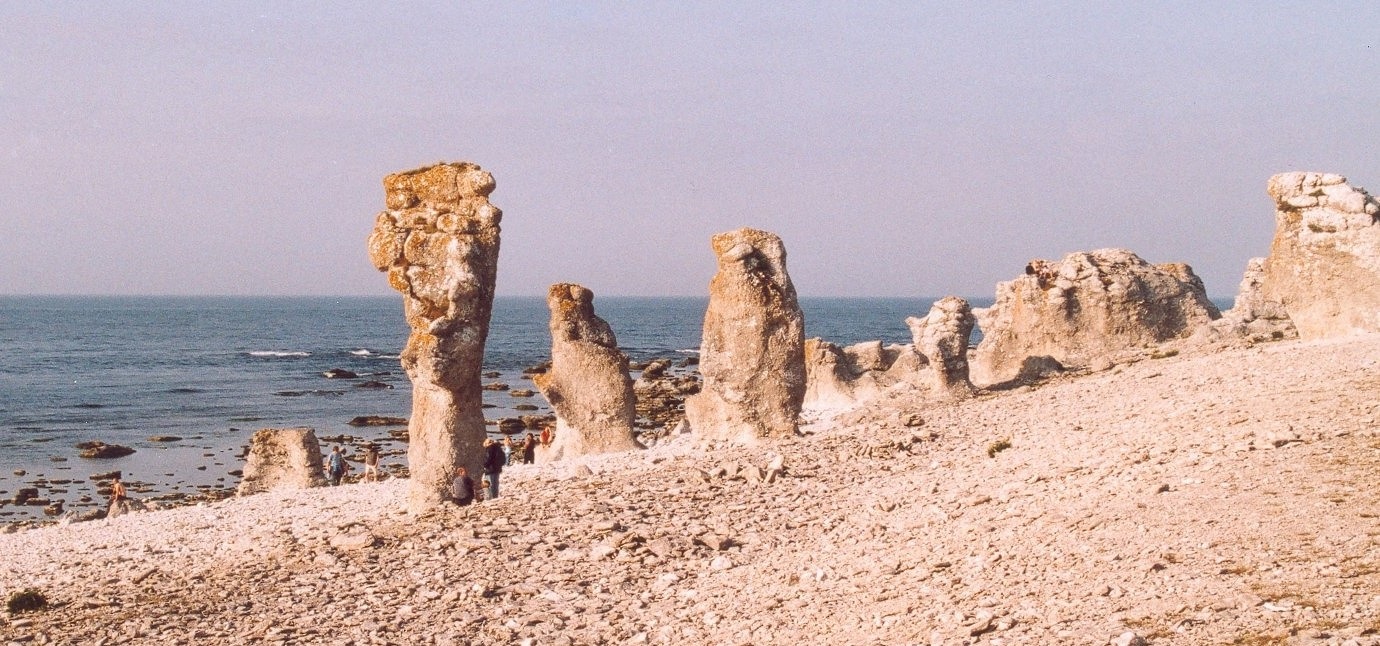
Раукары на Готланде
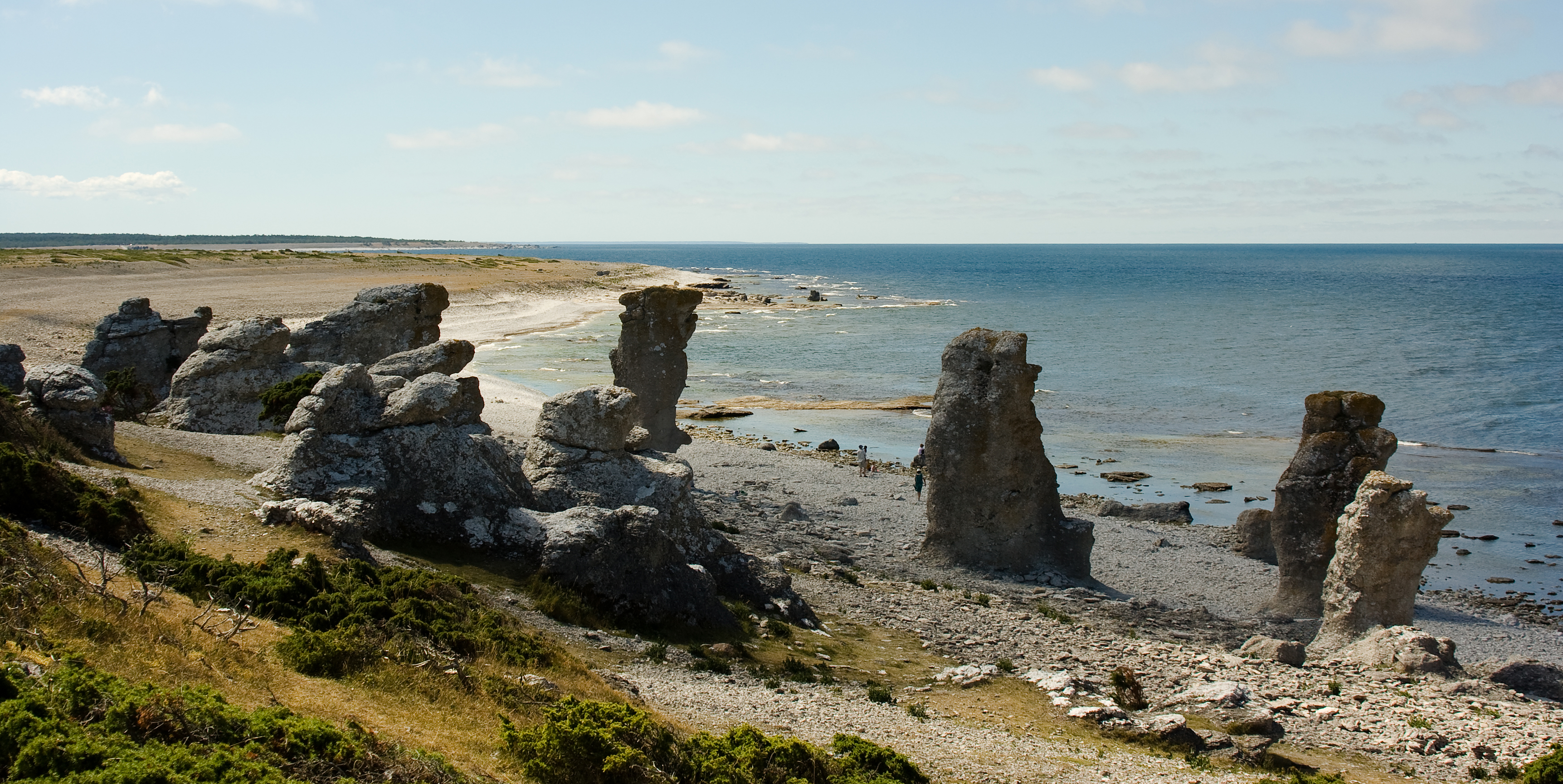
Раукары на Готланде
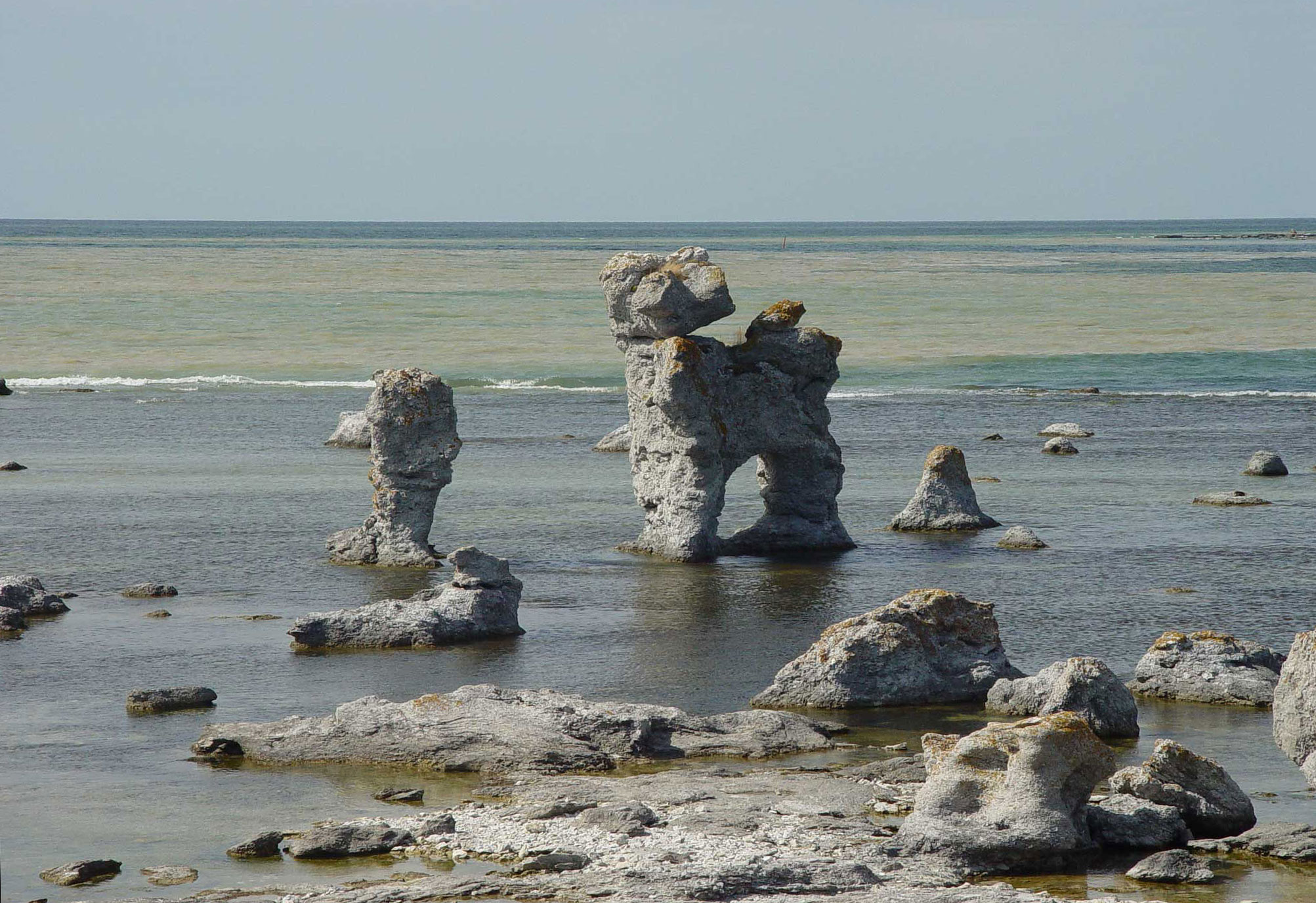
Раукар на Форё
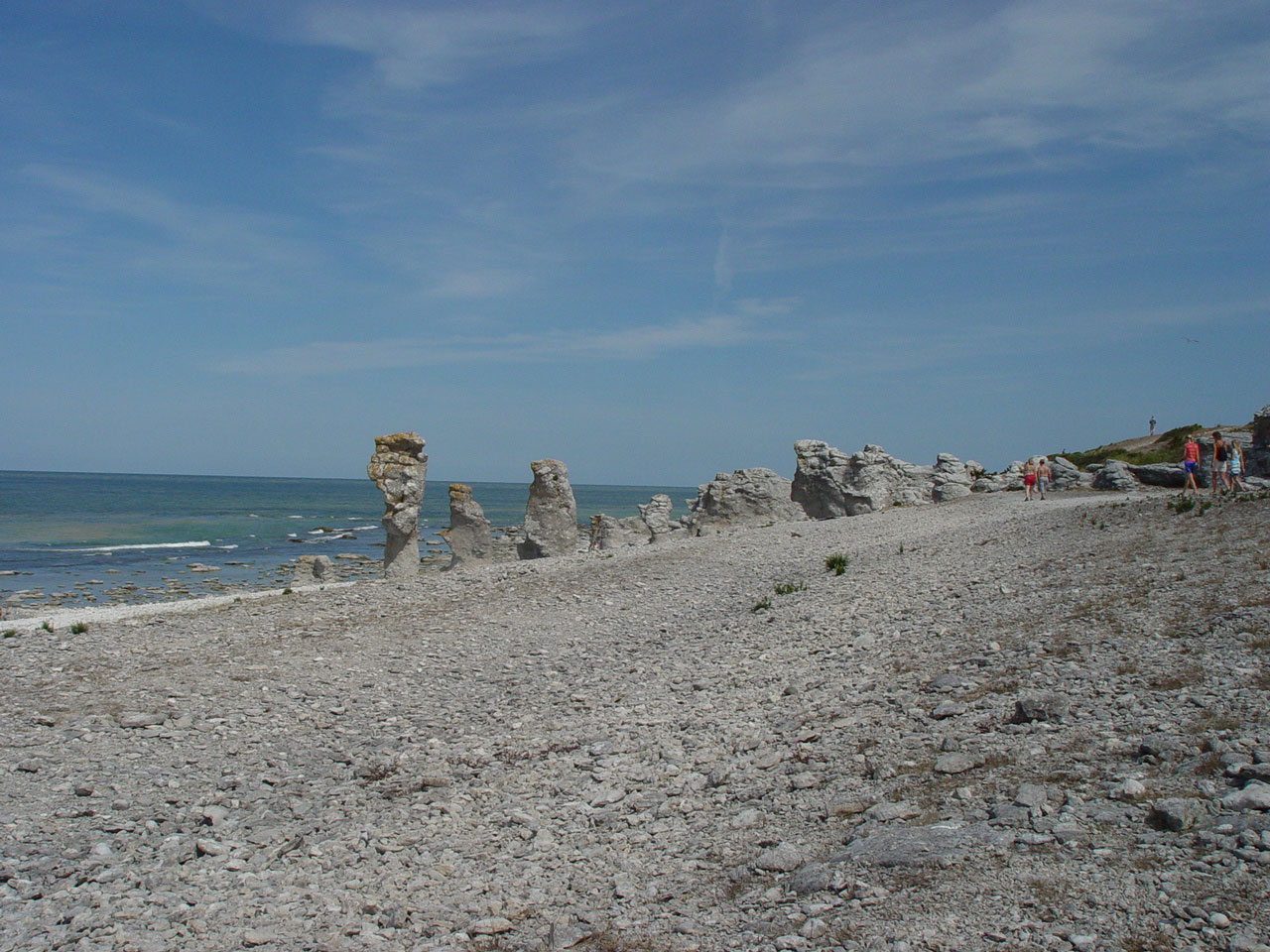
Раукар на Форё
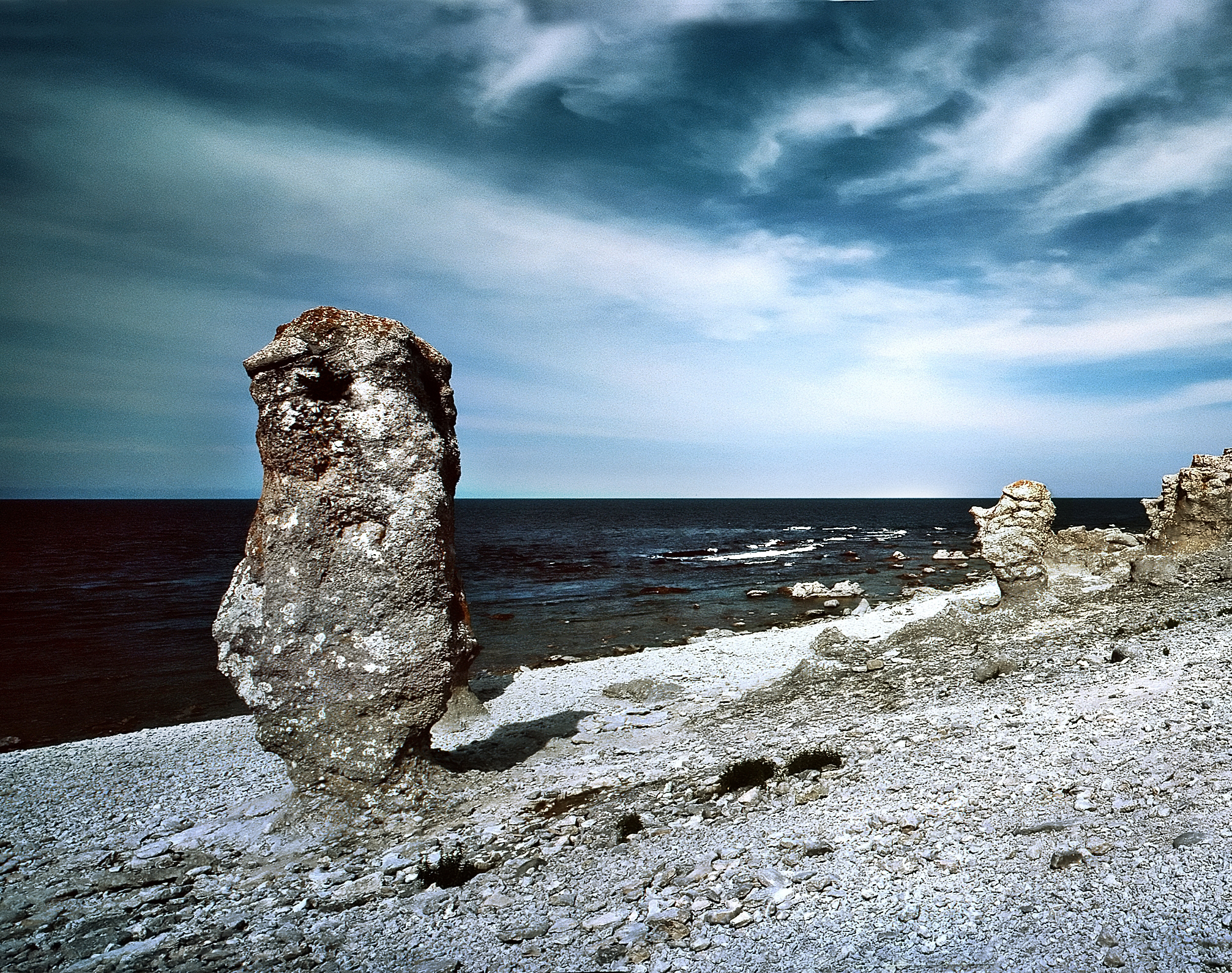
Раукар на Форё
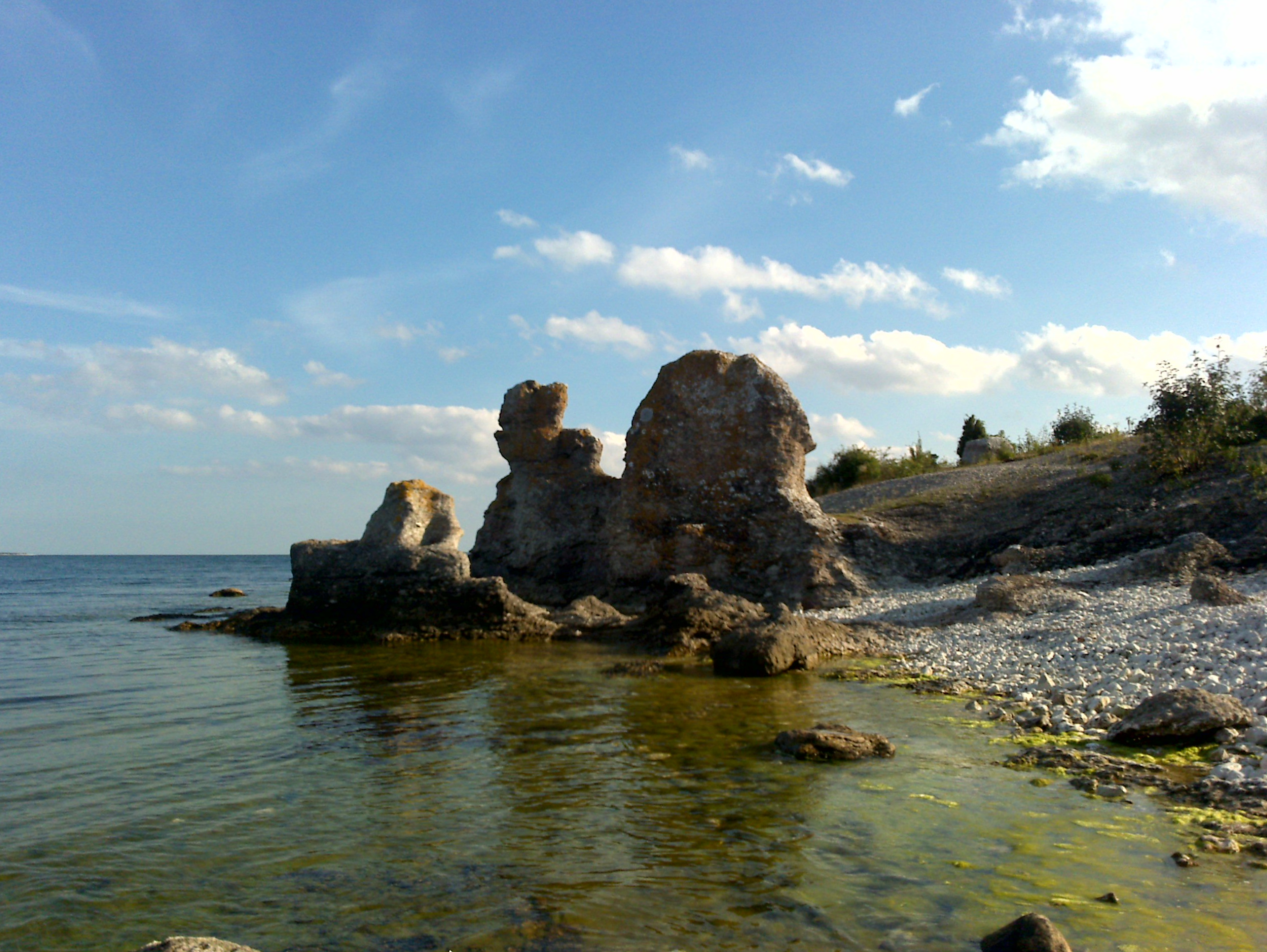
Раукары на Готланде